# Budzsucu-kai kensin-rjú
A Budzsucu-kai kensin-rjú (hivatalosan használt átírásban: Bujutsu-kai Kenshin-ryu) egy japán hagyományokon alapuló magyar harcművészet, melyet Szabó András alapított. Célja a személyiség fejlesztése a "kard útján". Korábbi elnevezései: iaidó, kobudó (iaido-kobudó, kobudó-iaidó).

## Történet
A stílust Szabó András alapította 1980-as évek elején. Több helyen tartott foglalkozásokat, edzéseket, bemutatókat kobudo néven. 1989-ben Ausztráliába (Canberra, Sydney) ment. Hazatérése után itthon felépített egy működő, több mint 600 fős egyesületet (Távol-Keleti Harcművészetek Egyesülete, Kobudo–Iaido stílus), melynek egységes követelményrendszert, egységes vizsgarendszert, és az ehhez szükséges infrastruktúrát dolgozott ki. Többször járt Japánban.
2005-ben egy internetes cikk kapcsán kirobbant „harcművészeti botrány” a stílus alapításával és elnevezésével kapcsolatban. Szabó András 2008-ban több hazai stílusvezető mester és a Harcművészeti Össz-szövetség előtt tisztázta magát, elismerte hibáit, melynek eredményeképpen a Magyar Kendó Iaido és Jodo szövetség kérésének megfelelően az eddig használt stílusnevet Budzsucu-kai kensin-rjúra változtatta.
Még ebben az évben Szabó András és egyesülete csatlakozott az International Budo Federation (IBF) nemzetközi szervezetéhez. Az IBF az addig el nem ismert harcművészeteket tömöríti magába, ahol Szabó András azonnal vezető tisztséget kapott (az IBF magyarországi szervezetének elnöki tisztét, illetve a nemzetközi szervezet elnökségi tagja), illetve elnyerte az IBF által felügyelt Európa-bajnokság rendezési jogát. 2008 októberében megkapta az IBF-től a Budzsucu-kai kensin-rjú stílusban a 7. dan fokozatot. Ezzel az általa alapított stílus nemzetközileg is elfogadottá vált. Szabó András jelenleg 9. dan fokozattal rendelkezik.

## Felépítés
A Budzsucu-kai kensin-rjú technikák speciálisak és egyediek, követik a Szabó András által kidolgozott részletes technikai útmutatásokat.
Az alapvetően kard technikákra épülő stílusban nagy hangsúlyt kapnak a pusztakezes, és az egyéb fegyveres gyakorlatok.
- pusztakezes technikák, önvédelmi gyakorlatok
- egy nuncsaku gyakorlatok
- szaj gyakorlatok
- tonfa gyakorlatok
- két nuncsaku gyakorlatok

A japán katana használata Szabó András rendszere szerint, ahol a – tradicionális iskolákkal ellentétben – nem a formára és a kötöttségre,
hanem a hatékonyságra összpontosít, és az egyén személyiségének megtartása mellett alkalmaz 8 alapvágást, négy irányban, mindkét kézzel külön, és kétkezes vágásokkal.
Ütőfa, ami a pusztakezes önvédelemben kap nagy szerepet, de a kard helyettesítésére is szolgál, mely tulajdonképpen egy fa bot, amit szivaccsal vonnak be, használják páros és csoportos gyakorlatokra.
A tanítványok 10. kjú fokozatról indulnak, majd az első vizsga után 9. kjú fokozattal a fehér övet kapják. A 8. kjú fokozatot a narancssárga
öv jelzi, ami után minden évben egy egy keresztben varrt csíkkal jelzik a tanuló fokozatát egészen 3. kjúig, ahol a barna övet kapják.
Végül az 1. kjú fokozat után a fekete öv – dan fokozatok következnek. A danvizsgák szigorú feltételek melletti meghívásos alapon következnek. A tanulófokozatú vizsgák minden évben, egy 1 hetes edzőtáborban lehetségesek, melyek mind fizikai, mind technikai, mind szellemi megterhelést is jelentenek.

## Kapcsolódó stílusok
Az iskola az évek során több szakadást élt meg, mely következtében új stílusok, iskolák jöttek létre. Karsai János 2011-ben létre hozta a Nito-Jutsu Seihin-ryu stílust, melyet 2013 december 14-én, az olaszországi Schio-ban a WJJKO világszövettség révén bekerült a nem tradicionális japán ken-jutsu iskolák közé. Kurcsik Krisztián vezetésével 2019-ben megalakult a Mugenkiri-ryu stílus. Szmirtnik Roland és más egykori Budzsuci-kai mesterek szintén 2019-ben létre hozták a Kagami-ryu stílust. Majd 2020-ban Miklósi Mátyás és Pintér Judit hívták életre a Bushin iskolát.

## Szellemiség
Az iskola legfőbb célja a személyiség fejlesztése. Mindenki önmagához képest teljesít, nincsenek versenyek, a cél önmagunk hibáinak legyőzése.

## Írások

### 1994
- Büki Péter: Egy családi hagyomány magyar követői. Ippon Magazin, 1994. 33. o.
- Büki Péter: Tímea és „csapata”. Magyar Budo, 1994. 25. o.

### 1997
- Simon Tímea: A kobudo mesterek felelősségéről. Magyar Budo, 1997. 23. o.
- Simon Tímea: Kobudo-Iaido avagy szamurájkarddal a legyőzhetetlenné váláshoz vezető úton. Kung-Fu Magazin, 1997. 39. o.

### 1998
- K. G.: AM interjú. Aikido Magazin, 1998. 3. sz.
- K. G.: AM interjú. Aikido Magazin, 1998. 4. sz.

### 1999
- Szabó András: Kik a mesterek? Aikido Magazin, 1999. 6. sz.

### 2004
- Kenshin în kenjutsu. 2004. július 12., www.banateanul.ro.

### 2005
- Baranyi György: Mi is a Kobudo-Iaido? 2005. május 29., www.martialarts.hu.
- Szabó András: Szabó András válaszai mindazoknak, akik kérdeztek, és eleddig reagálást nem kaptak. 2005. június 10., budomagazin.hu.
- Egy stílusvezető reagál Szabó András válaszaira. 2005. június 13., budomagazin.hu.
- Újabb levél a Szabó-ügyben. 2005. június 17., budomagazin.hu
- SZABÓ-ÜGY: Állást foglalt a Magyar Kendo, Iaido és Jodo Szövetség. 2005. július 8., budomagazin.hu
- A Magyarországi Harci Művészetek Össz-Szövetségének állásfoglalása a Szabó-ügyben. 2005. július 8., budomagazin.hu.
- IBF-vezetők Magyarországon 2005. augusztus 12.

### 2006
- Várhegyi Ferenc: A kard útja. Vörösvári Újság, 2006. január.
- Szamurájok Győrben. 2006. február 28., gyorinapilap.hu.

### 2007
- Kistérségi Civil Almanach
- THE END – A Szabó-ügy utolsó fejezete. 2007. június 19., budomagazin.hu.

### 2008
- Tökéletes Európa-bajnokság Budapesten 2008. október 3-5.

## Mozgókép
- Sipos Csaba (4 dan) és csapata
- Kardgyakorlatok – Szabó András kenshin (6 dan) és Karsai János kenshin (4 dan)
- Káposztavágás – Karsai János kenshin (4 dan)
- Ütőfa-párbaj – Szabó András kenshin (6 dan) és Karsai János kenshin (4 dan)
- Kardpárbaj – Szabó András kenshin (6 dan) és Karsai János kenshin (4 dan)

## Weblapok
- International Budo Federation